# Norman K. Denzin

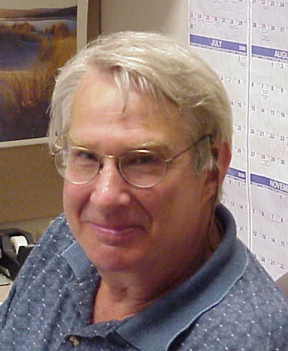
Norman K. Denzin (2017)

Norman Kent Denzin (* 24. März 1941; † 6. August 2023) war ein US-amerikanischer Soziologe.

## Leben
Norman Kent Denzin erwarb 1966 an der University of Iowa den Grad Ph. D. Er war Professor für Soziologie, Interpretative Theorie und Cinema Studies an der University of Illinois at Urbana-Champaign. Denzin trug zur Verbreitung des Konzepts der Performativen Sozialwissenschaft bei.
Im Jahr 1988 erhielt er den Cooley Award und im Jahr 1997 den George Herbert Mead Award.

## Schriften
- Images of the Postmodern. Social Theory and Contemporary Cinema. 1. Auflage. Sage Publications, London/Thousand Oaks/New Delhi 1991, ISBN 0-8039-8515-0.
- The Cinematic Society. The Voyeur's Gaze. 1. Auflage. Sage Publications, London/Thousand Oaks/New Delhi 1995, ISBN 0-8039-8658-0.
- Performance Ethnography. Critical Pedagogy and the Politics of Culture. 1. Auflage. Sage Publications, London/Thousand Oaks/New Delhi 2003, ISBN 0-7619-1039-5.